# Heinrich Graetz
Heinrich Hirsch Graetz, född 31 oktober 1817 i Xions i provinsen Posen, död 7 september 1891 i München, var en tysk-judisk teolog och historiker.
Graetz blev 1870 professor vid universitetet i Breslau. Han författade bland annat Gnosticismus und Judenthum (1846) och Geschichte der Juden von den ältesten Zeiten bis auf die Gegenwart (elva band, 1853-74; enstaka delar i flera upplagor), hans förnämsta arbete, översatte och kommenterade Predikaren och Höga visan och redigerade tidskriften "Monatsschrift für Geschichte und Wissenschaft des Judenthums" (sedan 1869).